# Robin Bengtsson
Hans Robin Gustav Bengtsson (ur. 27 kwietnia 1990 w Svenljundze) – szwedzki piosenkarz.
Półfinalista programu Idol (2008). Zwycięzca programu Melodifestivalen 2017. Reprezentant Szwecji z utworem „I Can’t Go On” w 62. Konkursie Piosenki Eurowizji (2017).

## Kariera muzyczna

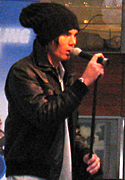
Bengtsson podczas trasy koncertowej programu Idol (2008)

Karierę muzyczną rozpoczął latem 2008 od udziału w przesłuchaniach do piątej edycji szwedzkiej wersji programu Idol. Zajął trzecie miejsce w finale programu. Kilka piosenek, które wykonał w show, wydał w formie singli, z którymi trafił na szwedzką listę przebojów: „När vindarna viskar mitt namn” Rogera Pontarego, „Dude Looks Like a Lady” Aerosmith, „Fields of Gold” Stinga, „My Love Is Your Love” Whitney Houston czy „Black or White” Michaela Jacksona.
W połowie 2009 podpisał kontrakt płytowy z wytwórnią Merion Music. Niedługo później wydał pierwszy, autorski singiel „Another Lover’s Gone”, z którym dotarł do ósmego miejsca listy przebojów w Szwecji. W 2010 nagrał charytatywny singiel „Wake Up World” w ramach akcji społecznej Hjälp Haiti. Dochód ze sprzedaży singla przeznaczony był dla ofiar trzęsienia ziemi na Haiti.

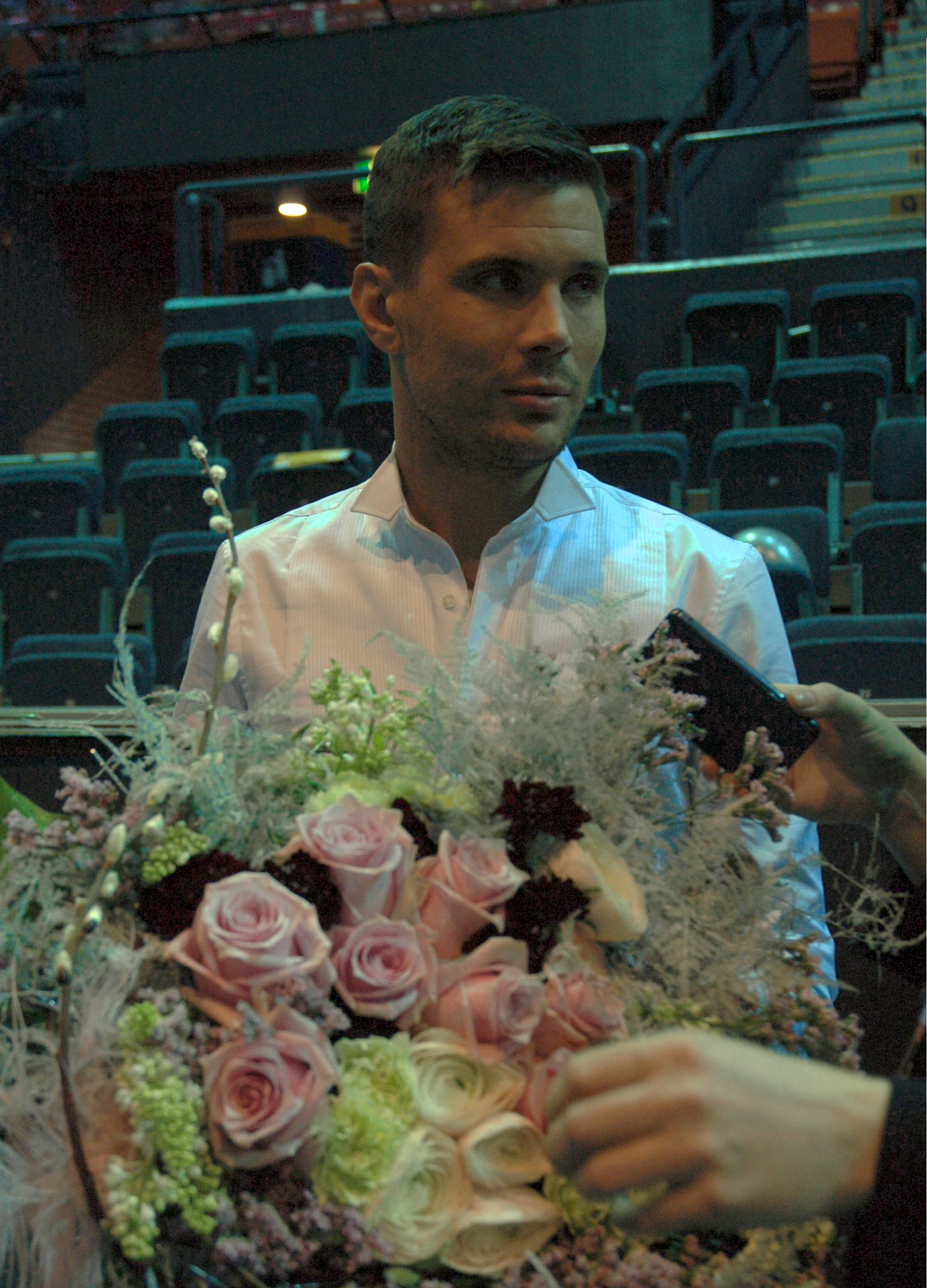
Bengtsson (2016)

W marcu 2012 premierę miała piosenka „Tjena tjena tjena” Andreasa „Byza” Byströma, w której gościnnie zaśpiewali Bengtsson oraz Kriss. W listopadzie wydał singiel „Cross the Universe”. W 2013 zaśpiewał gościnnie w utworze „Paper Cuts” duetu G&G i Dave’a Darella. We wrześniu wydał solowy singiel „I Don’t Like to Wait”. W marcu 2014 zaprezentował singiel-minialbum „Fired”, który nagrał z J-Sonem. W maju wydał drugą EP-kę pt. Under My Skin. W następnych miesiącach wydał dwa single: „Sleep on It” (później zremiksowany przez Blundera) i „Nothing in Return”.
W marcu 2016 z utworem „Constellation Prize” zajął piąte miejsce w finale programu Melodifestivalen 2016. W marcu 2017 z utworem „I Can’t Go On” zwyciężył w finale programu Melodifestivalen 2017, dzięki czemu został reprezentantem Szwecji w 62. Konkursie Piosenki Eurowizji organizowanym w Kijowie. 13 maja wystąpił w finale konkursu i zajął w nim piąte miejsce po zdobyciu 344 punktów, w tym 126 pkt od telewidzów (8. miejsce) i 218 pkt od jurorów (3. miejsce). W marcu 2020 z piosenką „Take a Chance” zajął ósme miejsce w finale programu Melodifestivalen 2020.

## Działalność pozamuzyczna
Uczestniczył w telewizyjnych programach rozrywkowych: Wipeout]] (2010), Let’s Dance (2019) i Fort Boyard (2019).

## Życie prywatne
Ma syna, Williama. Od 2019 związany z tancerką i piosenkarką Sigrid Bernson.

## Dyskografia

### Minialbumy (EP)

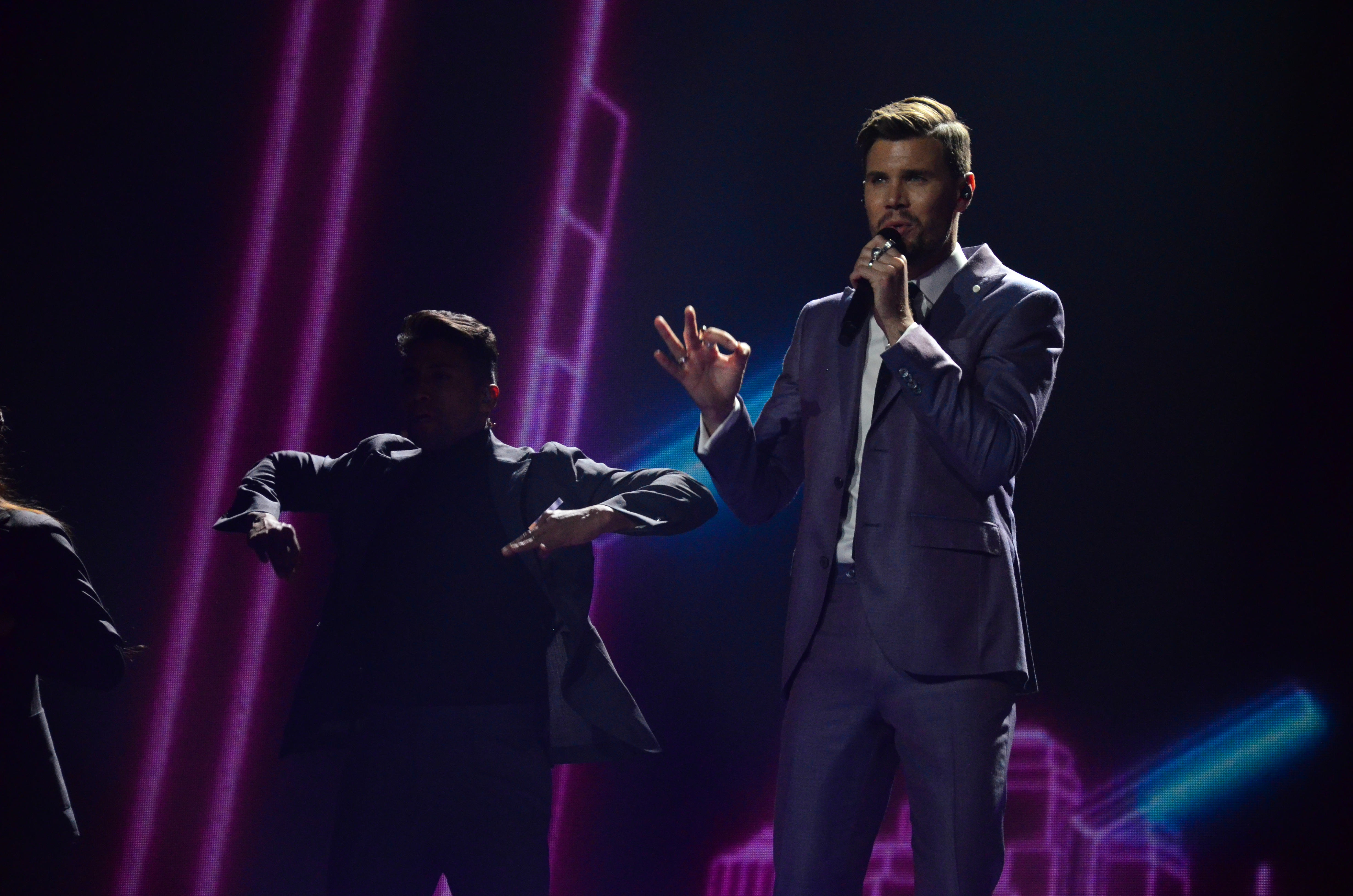
Bengtsson podczas Konkursu Piosenki Eurowizji 2017

| Tytuł         | Szczegóły                                                                         |
| ------------- | --------------------------------------------------------------------------------- |
| Under My Skin | - Wydanie: 8 maja 2014 - Wytwórnia: Merion Music Group - Format: Digital download |

### Single
| "Fields of Gold"                                                 | 2008 | 15 | —  | —                         | —                     |
| "Another Lover's Gone"                                           | 2009 | 8  | —  | —                         | —                     |
| "Long Long Night" (oraz Kim Fransson)                            | 2010 | —  | —  | —                         | —                     |
| "Cross the Universe"                                             | 2012 | —  | —  | —                         | —                     |
| "I Don't Like to Wait"                                           | 2013 | —  | —  | —                         | Under My Skin         |
| "Fired" (feat. J-Son)                                            | 2014 | —  | —  | —                         | Under My Skin         |
| "Sleep on It"                                                    | 2014 | —  | —  | —                         | Under My Skin         |
| "Constellation Prize"                                            | 2016 | 2  | —  | - SWE: 2× platynowa płyta | Melodifestivalen 2016 |
| "I Can’t Go On"                                                  | 2017 | 3  | 19 | - SWE: 2× platynowa płyta | Melodifestivalen 2017 |
| "Dark Angel"                                                     | 2017 | —  | —  | —                         | —                     |
| "Day by Day"                                                     | 2018 | —  | —  | —                         | —                     |
| "Liar"                                                           | 2018 | —  | —  | —                         | —                     |
| "I Wanna Fall In Love Again"                                     | 2018 | —  | —  | —                         | —                     |
| "Never Born to Love"                                             | 2018 | —  | —  | —                         | —                     |
| "The First to Know"                                              | 2019 | —  | —  | —                         | —                     |
| "Already Know"                                                   | 2019 | —  | —  | —                         | —                     |
| "Friendzoned" (feat. JLC)                                        | 2019 | 24 | —  | —                         | —                     |
| "Mama's Song"                                                    | 2019 | —  | —  | —                         | —                     |
| "Just Let It Go"                                                 | 2019 | —  | —  | —                         | —                     |
| "Take a Chance"                                                  | 2020 | 13 | —  | —                         | Melodifestivalen 2020 |
| "I Don't Wanna Be"                                               | 2020 | —  | —  | —                         | —                     |
| "Dancing With The Stars"                                         | 2020 | —  | —  | —                         | —                     |
| "Die With You"                                                   | 2020 | —  | —  | —                         | —                     |
| "Honey I'm Home"                                                 | 2020 | —  | —  | —                         | —                     |
| "Walk On By" (oraz Victoria Voss)                                | 2021 | —  | —  | —                         | —                     |
| "If I Was You"                                                   | 2021 | —  | —  | —                         | —                     |
| "Brother, That's All Right"                                      | 2021 | —  | —  | —                         | —                     |
| "Oh My God" (oraz Victoria Voss)                                 | 2021 | —  | —  | —                         | —                     |
| "Innocent Love"                                                  | 2022 | 10 | —  | —                         | Melodifestivalen 2022 |
| "—" singel nie był notowany lub nie został wydany w danym kraju. |      |    |    |                           |                       |